# 宮塚利雄
宮塚 利雄（みやつか としお、1947年7月19日 - ）は、日本の研究者。宮塚コリア研究所代表。元山梨学院大学経営情報学部教授。専攻は朝鮮近・現代経済史。

## 概要
秋田県由利本荘市出身。北海道立下川商業高等学校を経て、1970年高崎経済大学経済学部経済学科卒業、1976年韓国・慶熙大学校大学院経済学科碩士課程（日本の修士課程に相当）修了、1980年檀国大学校大学院経済学科博士課程単位取得。1992年山梨学院大学、2015年3月同大学定年退職。在職中の2013年7月20日宮塚コリア研究所（神奈川県川崎市）開所。2015年7月19日付設資料室（山梨県甲府市）開室。
北朝鮮問題をめぐって、さまざまな日用品や生活資料を通じての実情を探る論評を行い、特に中朝国境貿易に詳しい。テレビ、新聞、雑誌等のニュース解説、執筆、講演も多数こなしている。パチンコ、焼肉などにも造詣が深い。
山梨学院大学で教鞭をとる前には、間組百年史の執筆を6年ほど担当したり、韓国語講師、国際交流サービス協会（当時外務省所管）で通訳やエスコート業などへも従事した。
2020年1月、宮塚コリア研究所川崎事務所を閉所し甲府へ一本化。年3、4回定期講演会、また不定期に臨時講演会を開催している。
2022年、甲府在住30周年を迎えた。

## 著書
- 『北朝鮮観光』（宝島社，1992年）
- （『北朝鮮ツアー報告』として小学館から1998年文庫本出版）
- 『アリラン誕生』（創知社，1995年）
- （『北と南をつなぐアリランとは何か』として小学館から2000年文庫本出版）
- 『パチンコ学講座』（講談社，1997年）
- 『日本焼肉物語』太田出版、1999年3月。のち一部加筆の上光文社 知恵の森文庫、2005年10月 ISBN 4334783880
- 『北朝鮮の暮らし』（小学館，2003年）
- 『がんばるぞ! 北朝鮮』（小学館，2004年）
- 『北朝鮮・驚愕の教科書』（娘・寿美子との共著：文藝春秋，2007年）
- 『北朝鮮と人々の暮らし－謎の国家 北朝鮮の姿』（風土デザイン研究所，2016年）
- 『朝鮮よいとこ一度はおいで!―グッズが語る北朝鮮の現実』（娘・寿美子との共著：風土デザイン研究所，2018年）

## 機関誌
- 『チュッペ（축배）』（宮塚コリア研究所，2013年～ ISSN 2188-7543）

## テレビ
- ビートたけしのTVタックル（テレビ朝日系）
- サンデージャポン（TBS系）
- ブラックワイドショー（日本テレビ系）
- 北朝鮮の7日間（日本テレビ系）
- ホンマでっか!?TV（フジテレビ系）
- ビーバップ!ハイヒール（朝日放送系）
- みんなのニュース（フジテレビ）
- 情報7days ニュースキャスター（TBS系）
- YTNニュース（韓国YTN）
- 新報道2001（フジテレビ系）
- スーパーニュース スーパーネットNAVI（フジテレビ系）
- あさチャン!（TBS系）
- 生ホンネトークバラエティ バイキング（フジテレビ系）
- 羽鳥慎一モーニングショー（テレビ朝日系）
- 白熱ライブ ビビット（TBS系）
- 中井正広のブラックバラエティ（日本テレビ系）
- いま会いに行きます （韓国・チャンネルA）